# Heiner Parra
Pour les articles homonymes, voir Parra (homonymie).
Parra  Bustamente est un nom espagnol. Le premier nom de famille, en général paternel, est Parra ; le second, en général maternel, souvent omis, est Bustamente.
Heiner Rodrigo Parra Bustamente, né le 9 octobre 1991 à Sora (département de Boyacá), est un coureur cycliste colombien. 

## Biographie
Son frère aîné Edwin Parra est également coureur cycliste.

## Palmarès et résultats

### Par année
- 2010
  - 1re étape du Tour de Colombie espoirs (contre-la-montre par équipes)
- 2012
  - 3e de la Clásica de Marinilla
- 2013
  - 3e étape de la Ronde de l'Isard d'Ariège
  - 7e du Tour de l'Avenir
- 2017
  - 8e étape du Clásico RCN
- 2019
  - 9e étape du Tour de Colombie
- 2022
  - Vuelta Bantrab
- 2025
  - Clásica Provimar Boyacá

### Classements mondiaux
| Année            | 2013 | 2014 | 2015 | 2016 | 2017 | 2018 |
| ---------------- | ---- | ---- | ---- | ---- | ---- | ---- |
| UCI Europe Tour  | 436e |      | 602e | 430e |      |      |
| UCI America Tour |      |      |      | 526e |      | 290e |